# Gerhard Suess
Gerhard Suess (* 28. Juni 1956 in Schwandorf; † 8. Januar 2024 in Hamburg) war ein deutscher Psychologe und seit 2003 Professor für Entwicklungspsychologie und Klinische Psychologie an der Hochschule für Angewandte Wissenschaften Hamburg. Bekannt wurde er unter anderem durch Forschungen zur bindungsorientierten Prävention in den Frühen Hilfen und Publikationen zur Bindungstheorie und ihrer Anwendung.

## Werdegang
Gerhard Suess studierte von 1976 bis 1982 Psychologie an der Universität Regensburg.
Von 1982 bis 1983 absolvierte er als DAAD-Stipendiat ein postgraduales Studium (Ph.D. Program) am Institute of Child Development in Minneapolis in den USA und war dort Forschungsassistent bei Alan Sroufe. 1983–1987 war er Assistent von Klaus Grossmann an der Universität Regensburg und promovierte dort im Jahr 1987 zum Dr. phil.
1987–2010 arbeitete Suess praktisch in der Jugendhilfe, u. a. als Leiter in der Erziehungsberatung. 1999 war seine Approbation zum Psychologischen Psychotherapeut und Kinder- und Jugendlichenpsychotherapeut.
Seit 2003 war er Professor am Department Soziale Arbeit der Hochschule für Angewandte Wissenschaften Hamburg.
2006 habilitierte er sich an der Heilpädagogischen Fakultät der Universität zu Köln.

## Forschung
Gerhard Suess widmete sich in seiner Forschung vor allem der Evaluation des bindungstheoretisch fundierten Beratungs- und Präventionsprogramm STEEP („Steps Towards Effective and Enjoyable Parenting“), das sich an Familien in Risikokontexten (z. B. jugendliche Eltern, psychisch belastete und überforderte Eltern) richtet, und trug zu dessen Verbreitung und Anwendung im deutschen Sprachraum bei.

## Auszeichnungen
- 2005/2006: Körber-Preis für das STEEP-Praxisforschungsprojekt: Transatlantischer Ideenwettbewerb „USable“
- 2006: Deutscher Präventionspreis der Bertelsmann Stiftung für das STEEP-Projekt

## Mitgliedschaften
- Wissenschaftlicher Beirat des Nationalen Zentrums Frühe Hilfen (seit 2007)
- International Advisory Board der Zeitschrift „Attachment & Human Development“ (peer reviewed)
- Society for Research in Child Development (SRCD)
- Beirat der Ehlerding Stiftung
- Yagmur Gedächtnisstiftung (Stiftungs-Jury)
- Ethikkommission Psychotherapeutenkammer Hamburg

## Veröffentlichungen (Auswahl)
- G. Opp, M. Fingerle, G. J. Suess (Hrsg.): Was Kinder stärkt: Erziehung zwischen Risiko und Resilienz. 4. Auflage. Reinhardt Verlag, München / Basel 2020.
- M. Schröder, J. Lüdtke, E. Fux, Y. Izat, M. Bolten, G. Gloger-Tippelt, G. J. Suess, M. Schmid: Attachment Disorder and Attachment Theory - two sides of one medal or two different coins? In: Comprehensive Psychiatry. 2020. doi:10.1016/j.comppsych.2019.152139
- G. J. Suess, M. F. Erickson, B. Egeland, H. Scheuerer-Englisch, H.-P. Hartmann: Attachment-Based Preventive Intervention: Lessons from 30 Years of Implementing, Adapting and Evaluating the STEEP™ Program. In: H. Steele, M. Steele (Hrsg.): Handbook of Attachment-Based Interventions. The Guilford Press, New York, NY 2018.
- G. J. Suess, L. Unzner: Das Ainsworth’sche Feinfühligkeitskonzept und seine Bedeutung in den frühen Hilfen. In: P. Zimmermann, G. Spangler (Hrsg.): Feinfühlige Herausforderung. Bindung in Familie, Kita, Kinderheim und Jugendhilfe. Psychosozial-Verlag, Gießen 2017, S. 43–52.
- G. J. Suess, U. Bohlen, E. Carlson, G. Spangler, M. Frumentia Maier: Effectiveness of attachment based STEEP™ intervention in a German high risk sample. In: Attachment and Human Development. Vol 18, No 5, 2016, S. 443–460. doi:10.1080/14616734.2016.1165265
- G. J. Suess, A. Mali, I. Reiner, E. Fremmer-Bombik, M. Schieche, E. S. Suess: Attachment Representations of Professionals - Influence on Intervention and Implications for Clinical Training and Supervision. In: Mental Health and Prevention. Band 3, 2015, S. 129–134.
- G. J. Suess, U. Bohlen, A. Mali, M. Frumentia Maier: Erste Ergebnisse zur Wirksamkeit Früher Hilfen aus dem STEEP-Praxisforschungsprojekt „WiEge“. In: Bundesgesundheitsblatt. Band 53, 2010, S. 1143–1149. doi:10.1007/s00103-010-1145-5
- G. J. Suess, W. Hammer: Kinderschutz: Risiken erkennen, Spannungsverhältnisse gestalten. Klett-Cotta, Stuttgart 2010.
- G. J. Suess: Kommunikation und Beziehung in Familie und Gleichaltrigenwelt. Die Grundpfeiler der Entwicklung der Person in den ersten sechs Lebensjahren. In: Familiendynamik. Band 34-2, 2009, S. 146–153.
- G. J. Suess, E. Burat-Hiemer: Erziehung in Krippe, Kindergarten, Kinderzimmer. Erziehungsratgeber für Eltern, Erzieherinnen und Tagesmütter. Klett-Cotta, Stuttgart 2009.
- G. J. Suess, J. Sroufe: Klinische Implikationen der Minnesota Längsschnittstudie zur Persönlichkeitsentwicklung von der Geburt bis ins Erwachsenenalter. In: Frühe Kindheit. Band 11, Nr. 6, 2008, S. 8–17.
- G. J. Suess, J. Sroufe: Clinical Implications of THE DEVELOPMENT OF THE PERSON. In: Attachment and Human Development. Band 7, 2005, S. 381–392.
- G. J. Suess: Stärkung der Beziehungsfähigkeit als Antwort auf Gewalt in der Gesellschaft und in der Familie. Plädoyer für Frühe Hilfen zur Förderung der Eltern-Kind-Bindung. In: Zentralblatt für Gynäkologie. Band 125, 2003, S. 151–156.
- G. J. Suess, H. Scheuerer-Englisch, K.-W. Pfeifer (Hrsg.): Bindungstheorie und Familiendynamik. Anwendung der Bindungstheorie in Beratung und Therapie. Psychosozial-Verlag, Gießen 2001.
- G. J. Suess, J. M. Fegert: Das Wohl des Kindes in der Beratung aus entwicklungpsychologischer Sicht. In: Familie, Partnerschaft und Recht. Haufe Verlag. 3/99, 1999.
- U. G. Wartner, K. Grossmann, E. Fremmer-Bombik, G. J. Suess: Attachment patterns at age six in south Germany: Predictability from infancy and implications for preschool behavior. In: Child Development. Band 65, 1994, S. 1014–1027.
- G. J. Suess, K. E. Grossmann, L. A. Sroufe: Effects of Infant Attachment to Mother and Father on Quality of Adaptation in Preschool. From Dyadic to Individual Organization of Self. In: International Journal of Behavioral Development. Band 15, Nr. 1, 1992, S. 43–65.